# Togawirusy
Togawirusy – rodzina wirusów obejmująca rodzaje: 
- Alphavirus
- Rubivirus, do którego należy wirus różyczki

Rodzina Togaviridae należy do grupy IV klasyfikacji wirusów Baltimore. Ich genom tworzy jednoniciowa, liniowa nić RNA o rozmiarze 10 000–12 000 nukleotydów.